# РТВ Политика
РТВ Политика је била српска комерцијално-радиодифузна телевизијска и радио-станица са седиштем у Београду. Налазила се у власништву предузећа Политика а. д. Емитована је између 28. јуна 1990. и 31. децембра 2010.

## Историјат
Априла 1990. године Раднички савет НИП Политика донео је одлуку о покретању телевизије и утврдио оснивачки акт.
У припреми за изградњу ТВ студија и почетак емитовања програма добијене су дозволе и сагласност тадашњих државних органа:
- СО Стари Град - на чијој се територији налазила тв дала је дозволе за уређење студија и инсталирање опреме
- Републички секретаријат за саобраћај и везе даје позитивно мишљење за успоставу система веза
- тадашња Савезна управа за радио везе (на основу позитивног мишљења ТВБ и секретаријата са саобраћај и везе) даје дозволу за емитовање програма
- Републички секретаријат за информисање на основу ових докумената уписује тв у регистар јавних гласила.

Програм је званично почео са радом 28. јуна 1990. године. Прву емисију (која је представљала промоцију саме телевизије) водили су Дина Чолић и Жељко Стефановић. Тачно у 20 сати прво се појавила шпица ТВ Политика а затим огласио се водитељ Жељко Стефановић и изјавио:„Добро вече, ово је ТВ Политика”. У првим минутима гледаоцима се обратио и тадашњи директор Живорад Миновић речима: „Политика иде у корак с временом, а време је увек било на Политикиној страни”.
У почетку програм Политике су могли пратити само Београђани на 43 каналу. Програм је у почетку емитован од 20 навече до 2 ујутру уз мноштво филмова, популарних серија, коментара актуелних домаћих и светских догађаја, репортажа а у чијем су креирању учествовали и новинари Политикиних штампаних издања.
После 5 месеци експерименталног рада, телевизија је полако конципирала своју програмску шему захваљујући и новим репетиторима тада постављеним у Кошутњаку и Миријеву и тад је програм могло пратити чак 95% Београђана а сигнал се чак простирао преко Београда, Новог Сада, Руме, Панчева, Шапца, Смедерева па и до Бијељине а уз шему промењен је и програм који је тад почињао у 15 сати а завршавао око 1 сат иза поноћи.
Током 1992. или 1993. на чело РТВ Политика долази тада искусан и квалитетан новинар Александар Тијанић за чијег мандата је програм постао популаран међу публиком али уз неке мутне радње оспораван од стране конкуренције. Априла 1993, представљен је нов концепт шеме телевизије: уз тада популарне емисије Минимаксовизија (емитовала се уторком), Блиски сусрет (средом), Прес клуб (петком), Звездана страна (суботом), Црни бисери Вање Булића (недељом) представљени су нови садржаји попут Избор - шта други гледају, дотерани Ноћни шетач, Фолк топ, Полигон, Зона тајни, Око хороскопа, Мек хитић, популарна Бебевизија Бориса Бизетића... Током јутарњих сати емитоване су кратке вести у комбинацији са домаћим и страним новостима преузиманим преко сателита са ББЦ, СНН, Јуроњуза, Скај тв и Руске телевизије. Уведен је у програм Дечји канал који је емитовао цртаће суботом од раног јутра до мрака, емисија Дуоптрија, емисија посвећена фолк музици Без позлате, емисија класичне музике Адађо 60, емисија Вештина сенчења, прва емисија о религији Источник и еротска емисија певачице Венди Вруће - хладно (емитована петком у 23) и двочасовна емисија Кровови. Током јуна 1993. пуштен је у рад репетитор са Космаја (покривано подручје Сопота, Лазаревца, Шапца, Смедерева итд).
Пиратерија је, услед санкција којима је била погођена СРЈ, на телевизијама била нарочито распрострањена а највише заступљена на Политици и осталим новонасталим телевизијама (гледаоци су могли гледати наслове на Политици попут Симпсонови, Марфијев закон, Светац, пиратску верзију наслова Фирма и наслова попут Кад јагањци утихну, Сам код куће, Убиство триком, Робин Худ, Кука, Осми путник). Због овога, дистрибутерске куће су поднеле кривичне пријаве током 1993 против одговорних лица у ТВ Политика због штете која је њима нанесена јер су уредно платили права само за биоскопско приказивање и дистрибуцију на ВХС касетама. Уредник филмског програма на ТВ Политика у том периоду је био Роберт Немечек (био је касније уредник филмске редакције на Пинку, Б92, РТС и ТВ Авала).